# Angoisse (série télévisée)
Pour les articles homonymes, voir Angoisse (homonymie) et Thriller.
Angoisse (Thriller) est une série télévisée d'anthologie britannique en 43 épisodes de 72 minutes créée par Brian Clemens et diffusée entre le 14 avril 1973 et le 22 mai 1976 sur le réseau ITV1.
Au Québec, quelques épisodes sont doublés et diffusés mensuellement à partir du 15 septembre 1975 dans Télé-Sélection à la Télévision de Radio-Canada, puis rediffusés de façon hebdomadaire sous Angoisse à partir du 23 juin 1977 sur la même chaîne.
En France, sept épisodes ont été diffusés à partir du 22 mai 1977 sur Antenne 2. Rediffusion et 29 épisodes inédits sur La Cinq sous le titre original Thriller, du 11 octobre 1986 au 8 novembre 1986 du lundi au dimanche à 20 h 30 et 23 h 40. Puis tous les samedis à 20 h 30, du 10 janvier 1987 au 14 février 1987. Puis tous les soirs vers minuit, du 1er mars 1987 au 7 mars 1987.
À l'instar de la série L'Homme qui valait trois milliards (ou L'Homme de six millions au Québec), cette série fut doublée en français en partie au Québec et en partie en France.

## Synopsis
Cette série est une anthologie d'histoires dans le registre de l’horreur, sur des thèmes très divers comme la sorcellerie, la maladie mentale, la possession, la télépathie…

## Distribution
De nombreux acteurs ont figuré à la distribution de la série, parmi lesquels :
- George Chakiris
- Jeremy Brett
- Helen Mirren
- Patrick O'Neal
- Donna Mills
- Linda Thorson
- Diane Cilento
- Lynda Day George
- Nyree Dawn Porter

## Épisodes
Treize épisodes demeurent inédits en France mais plusieurs d'entre-eux ont été diffusés en version française au Canada.

### Première saison (1973)
1. Mariage d'amour (Lady Killer) avec :
  - David Billa, Linda Thorson, Mary Wimbush, Robert Powell, Ivor Roberts, John Boswall, Howard Rawlinson, Ronald Mayer, T.P. McKenna, Barbara Feldon
2. Possession (Possession) avec :
  - Athol Coats, Jack Galloway, Richard Aylen, James Cossins (en), Joanna Dunham, John Carson, Hilary Hardiman, Mary Ann Severne
3. Quelqu'un en haut de l'escalier (Someone at the Top of the Stairs) avec :
  - Francis Wallis, Alan Roberto, Scott Forbes, Robert Corbet, David de Keyser, Laura Collins, Judy Carne, Donna Mills, Brian McGrath, Peter Cellier, Clifford Parrish, Charles Hill, Alethea Charlton, Rhoda Lewis
4. Un écho de Thérèse (An Echo of Theresa) avec :
  - Neville Phillips, Roger Hume, William Job, Basil Henson, Larry Taylor, Betty Woolfe, Polly Bergen, Paul Burke, Ted Richards, Meriel Brooke, John Caesar, Dinsdale Landen
5. Le Fou (The Colour of Blood) avec :
  - Roy Sone, Michael Stainton, Malcolm Terris, Geoffrey Chater, Gigi Gurpinar, Tim Wylton, Herbert Ramskill, Eric Mason, Norman Eshley, Garrick Hagon, Barry Ashton, A.J. Brown, Katherine Schofield, Derek Smith, Godfrey Jackman, Michael Corcoran (on entend la Voix Française de Jacques Balutin, qui double un des acteurs Anglais)
6. Des idées dans la tête (Murder in Mind) avec :
  - Richard Johnson, David Lampson, Robert Dorning, Zena Walker, Christina Greatrex, Ronald Radd), Donald Gee
7. Un village tranquille (A Place to Die) avec :
  - Elsie Wagstaff, John Gabriel, Harold Bennett, John Moreno, Arnold Ridley, Lila Kaye, Graham Weston, Jenny Laird, John Turner, Peggy Ann Wood, John Flint, Bryan Marshall, Alexandra Hay, Lewis Wilson, Georgine Anderson, Sally Stephens, Sydney Bromley, Glynn Edwards
8. Jeunes filles en péril (File It Under Fear) avec :
  - John Le Mesurier, James Grout, Maureen Lipman, Colin Fisher, Georgina Melville, John Nightingale, Sue Bond, Richard O'Callaghan, Rose Hill, Jenny Quayle, Richard Pendrey, Jan Francis
9. Les aveugles ont des yeux (The Eyes Have It) avec :
  - Michael Lees, Alun Armstrong, David Sands, Colin McCormack, Peter Vaughan, William Marlowe, Angela Walker, Catherine Chase, Dennis Waterman, Leslie Schofield, David Jackson, Sinéad Cusack
10. Sorcellerie (Spell of Evil) avec :
  - Diane Cilento, Iris Russell, David Belcher, Philip Anthony, Linda Cunningham, Jennifer Daniel, William Dexter, Jeremy Longhurst, Martin Wyldeck, Edward de Souza, Reg Lye, Patricia Kneale

### Deuxième saison (1974)
1. Only a Scream Away
2. Dans l'engrenage (Once the Killing Starts)
3. Le Bal des monstres (Kiss Me and Die)
4. Moyen de transport particulier (One Deadly Owner)
5. Sonnez une fois (Ring Once for Death)
6. M pour Meurtre (K Is for Killing)
7. Idée Fixe (Sign It Death)

### Troisième saison (1974)
1. Un tombeau pour la mariée (A Coffin for the Bride)
2. Témoin malgré lui (I'm the Girl He Wants to Kill)
3. La mort pour sœur Marie (Death to Sister Mary)
4. Le Mur (In the Steps of a Dead Man)
5. Une disparition mystérieuse (Come Out, Come Out, Wherever You Are)
6. Un coup monté (The Next Scream You Hear)

### Quatrième saison (1975)
1. L'Hystérique (Screamer)
2. L'Infirmière (Nurse Will Make It Better)
3. La Nuit est fatale (Night Is the Time for Killing)
4. L'assassin aux deux visages (Killer with Two Faces)
5. Un assassin à chaque tournant (A Killer in Every Corner)
6. Un mauvais perdant (Where the Action Is)

### Cinquième saison (1975)
1. Si c'est un homme raccrochez (If It's a Man, Hang Up)
2. Double Meurtre (The Double Kill)
3. Won't Write Home, Mom—I'm Dead
4. Camouflage (The Crazy Kill)
5. Bon salaire, avenir assuré (Good Salary, Prospects, Free Coffin)
6. La prochaine voix que vous verrez (The Next Voice You See)
7. Motel tragique (Murder Motel)

### Sixième saison (1976)
1. La Somnanbule (Sleepwalker)
2. Victime suivante (The Next Victim)
3. Nightmare for a Nightingale
4. Un appel fatidique (Dial a Deadly Number)
5. Une pierre, deux coups (Kill Two Birds)
6. Cauchemar d'une nuit d'été (A Midsummer Nightmare)
7. Death in Deep Water

## DVD (France)
- Thriller saison 1 (Coffret 4 DVD-9) paru le 10 juin 2008 chez Blaq Out et distribué par Arcadès. Le ratio écran est en 1.33:1 plein écran en audio Anglaise et Française Dolby Digital avec sous-titres français. Il contient les dix épisodes de la saison. Il s'agit d'une édition Zone 2 Pal.

- Thriller saison 2 et 3 (Coffret 4 DVD-9) paru le 9 décembre 2008 chez Blaq Out et distribué par Arcadès. Le ratio écran est en 1.33:1 plein écran en audio anglaise Dolby digital avec sous-titres français. Il contient les treize épisodes des deux secondes saisons ainsi qu'un téléfilm spécial avec Stanley Baker. Il s'agit d'une édition Zone 2 Pal.

- Angoisse, l'intégrale de la série culte (Coffret 19 DVD-9) paru le 24 octobre 2018 chez Elephant Films. Le ratio est annoncé en 1.33:1 plein écran avec audio Anglaise et Française Dolby Digital avec sous-titres français. Il contient les 43 épisodes des six saisons. Il s'agit d'une édition Zone 2 Pal.